# San Francisco Libre
San Francisco Libre est une municipalité nicaraguayenne du département de Managua au Nicaragua.

## Jumelage
- Reading (Royaume-Uni)